# Gunung Ratai
Gunung Ratai är ett berg i Indonesien.   Det ligger i provinsen Lampung, i den västra delen av landet, 210 km väster om huvudstaden Jakarta. Toppen på Gunung Ratai är 1 681 meter över havet.
Terrängen runt Gunung Ratai är huvudsakligen kuperad, men norrut är den bergig. Gunung Ratai är den högsta punkten i trakten. Runt Gunung Ratai är det ganska tätbefolkat, med 185 invånare per kvadratkilometer. Omgivningarna runt Gunung Ratai är en mosaik av jordbruksmark och naturlig växtlighet.